# قاسية البذور
قاسية البذور هو جنس نبات في الفصيلة الخيمية.